# La Belle en deuil
La Belle en deuil est un sonnet de Tristan L'Hermite publié dans le recueil des Plaintes d'Acante en 1633, et repris dans Les Amours en 1638. Par son thème et son expression, le poème témoigne de l'influence de Marino.

## Présentation

### Contexte
Le sonnet témoigne de l'influence de Marino, dont Tristan est l'un des plus importants défenseurs : « la Belle en deuil n'est qu'un abrégé de La Bella Vedova qui avait paru dans la Lira de Marino ». À la différence de « Desportes et de ses modèles italiens, qui raffinaient sur le sentiment, avec des images banales et peu nombreuses, Marino raffine sur l'image même, et c'est par elle qu'il prétend faire naître l'étonnement. À sa suite, Tristan appellera une veuve une belle nuit animée ». 

### Texte
Que vous avez d'appas, belle Nuit animée !

Que vous nous apportez de merveille et d'amour :

Il faut bien confesser que vous êtes formée

Pour donner de l'envie et de la honte au jour.

La flamme éclate moins à travers la fumée

Que ne font vos beaux yeux sous un si sombre atour,

Et de tous les mortels, en ce sacré séjour,

Comme un céleste objet vous êtes réclamée.

Mais ce n'est point ainsi que ces divinités

Qui n'ont plus ni de vœux, ni de solennités

Et dont l'autel glacé ne reçoit point de presse,

Car vous voyant si belle, on pense à votre abord

Que par quelque gageure où Vénus s'intéresse,

L'Amour s'est déguisé sous l'habit de la Mort.

### Publication
Le sonnet est inséré dans le recueil des Plaintes d'Acante, publié en 1633, et repris dans Les Amours en 1638. 

## Postérité

### Éditions nouvelles
En 1925, Pierre Camo publie La Belle en deuil dans son édition intégrale des Amours.
En 1960, Amédée Carriat reprend le sonnet dans son Choix de pages. En 1962, Philip Wadsworth le reprend dans son choix de Poésies de Tristan pour Pierre Seghers. Le poème est également présent dans l'Anthologie de la poésie française publiée dans la Bibliothèque de la Pléiade.

### Analyse
Le thème de La Belle veuve est repris par plusieurs poètes de l'époque. Antoine Adam relève « un sonnet sur le thème de la Bella Vedova » par Malleville, qui « ne fait que suivre l'exemple de Saint-Amant ou de Tristan. Du moins est-il notable que, poète académique, il n'ait pas cru déchoir en imitant les Italiens ».

### Musique
La Belle en deuil est la dernière des Six mélodies sur les paroles de Tristan L'Hermite composées par Vernon Duke, entre 1951 à 1953.
En 2005, Benjamin Lazar accompagne la déclamation d'extraits de L'Autre monde ou les états et empires de la lune de Cyrano de Bergerac avec La Belle en deuil de Tristan L'Hermite, accompagné d'un Prélude de Jean Lacquemant. Ce sonnet est la seule pièce de vers ajoutée au texte en prose de Cyrano.

### Éditions modernes

#### Œuvres complètes
- Jean-Pierre Chauveau et al., Tristan L'Hermite, Œuvres complètes (tome II) : Poésie I, Paris, Honoré Champion, coll. « Sources classiques » (no 41), 2002, 576 p. (ISBN 978-2-7453-0606-7)

#### Anthologies
- Pierre Camo (préface et notes), Les Amours et autres poésies choisies, Paris, Garnier Frères, 1925, XXVII-311 p.
- Amédée Carriat (présentation et annotations), Tristan L'Hermite : Choix de pages, Limoges, Éditions Rougerie, 1960, 264 p.
- Jean-Pierre Chauveau, Gérard Gros et Daniel Ménager, Anthologie de la poésie française : Moyen Âge, XVIe siècle, XVIIe siècle, Paris, Gallimard, coll. « La Pléiade » (no 466), 2000, 1586 p. (ISBN 2-07-011384-1)
- Philip Wadsworth (présentation et notes), Tristan L'Hermite : Poésies, Paris, Pierre Seghers, 1962, 150 p.

### Ouvrages cités

#### Ouvrages généraux
- Antoine Adam, Histoire de la littérature française au XVIIe siècle — Tome I : L'époque d'Henri IV et de Louis XIII, Paris, Éditions Albin Michel, 1997 (1re éd. 1956), 615 p. (ISBN 2-226-08910-1)

#### Monographies
- Napoléon-Maurice Bernardin, Un Précurseur de Racine : Tristan L'Hermite, sieur du Solier (1601-1655), sa famille, sa vie, ses œuvres, Paris, Alphonse Picard, 1895, XI-632 p.
- Amédée Carriat, Tristan, ou L'éloge d'un poète, Limoges, Éditions Rougerie, 1955, 146 p.
- (ru) Antonina Sergueievna Maximov, Творчество Владимира Дукельского – Вернона Дюка в контексте музыкальной культуры США первой половины ХХ века [L'Œuvre de Vladimir Dukelsky (Vernon Duke) dans le contexte de la culture musicale des États-Unis de la première moitié du XXe siècle], Petrozavodsk, Thèse de doctorat en histoire de l'art,‎ 2015, 323 p. (lire en ligne)

#### Articles et analyses
- Russell J. Ganim, L'Excitation insolite : la perversité amoureuse chez Tristan, Lincoln, University of Nebraska, 2003 (lire en ligne), p. 167-178